# Hans Caspar Hirzel den yngre
Hans Caspar Hirzel, född 1751, död 1817, var en schweizisk läkare och filantrop. Han var son till Hans Caspar Hirzel den äldre.
Hirzel införde skyddsympning  mot smittkoppor, förbättrade dövstumvården och barnmorskeväsendet i Zürich.